# Біоїзм
Біоїзм (англ. bioism) — художній, філософський і етичний підхід, започаткований українським художником Альоша. Він пропонує не лише створення нових форм життя без страждань, а й формування цінностей на основі глибинного біологічного мислення. Ідея полягає у продовженні біології в сферу естетики, спекулятивної етики та філософії «інженерії раю», формуючи нову біоетичну парадигму. Біоїзм розглядає мистецтво як практику зародження життя, де твори працюють як невідомі біологічні системи. Він ставить під сумнів межі між мистецтвом, наукою і технологіями, пропонуючи синтетичний симбіоз уяви, етики та живої структури.

## Основні принципи
Біоїзм трактує життя як нескінченний потік мутацій, відхилень і морфологічної невизначеності, де будь-яка відмінність — рушій еволюції, а не аномалія. Матеріалізація цих ідей відбувається через інсталяції та скульптури, що передбачають багатовимірну структуру та утворення складних прототипів життя. Такі форми можуть нагадувати самопульсуючі, дихальні системи — вони виражають багатство еволюційних сценаріїв і закликають глядача замислитися над альтернативним компонованим біологічним майбутнім.
У філософському контексті ці форми можуть бути каталізаторами для переосмислення складності життя — правдиво біологічні процеси, як-от квантові флуктуації, породжують великі метаморфози. Також біоїзм взаємодіє з теорією складності, розглядаючи дивергенції як біфуркаційні точки, що породжують нові життєві можливості. Натомість естетика спрямована на прозорість, вібрацію та порушення уявлення про постійність і порядковість форм.

## Етичне спрямування та трансгуманізм
Біоїзм позиціонує себе в етичному полі біоетики, сентієнтизму та так званої «інженерії щастя», що має на меті позбутися страждання через біотехнології. Через естетичне конструювання альтернативних форм життя біоїзм виступає як неортодоксальна етична спекуляція, що моделює емпатію та турботу про істоти ще не створені. У філософському сенсі ця практика викликає питання про природу свідомості, біологічного детермінізму та метафізики життя.
Біоетичний вимір передбачає новий тип аболіціонізму — не лише ліквідація страждання, а й запровадження симетричної емпатії до всіх живих форм. Основною метафорою стає проєктування раю, де нестандартність, дивергенція та біологічна складність замінюють монолітний наратив про загальне «правильне». Трансгуманістичний вимір включає взаємодію з біосинтетичними структурами, що можуть формувати нові види та надбіологічно збагачені екосистеми.

## Художня практика
Біоїзм втілюється в інсталяціях у лікарнях, університетах, вулицях та навіть зонах бойових дій — такі роботи спрямовані на діалоги про надію і метафізичний сенс життя. Наприклад, Khēmia of Ma'at у Харкові було встановлено під час повітряних тривог — проєкт поєднав науку, мистецтво та філософські потенціали форми. Матеріали — акрилове скло та пігменти — створюють ефект ефемерної присутності, що викликає емпатію та майбутню трансформацію студентів.
Крім архітектурних інсталяцій, Альоша експериментує з живими тканинами та синтетичними мікроорганізмами, натякаючи на потенціал ксенобіології. В його творах «дивність» не декларується — вона творить нову специфіку естетичної реальності. Цей процес супроводжується науковим обґрунтуванням — сучасні дослідження епігенетики демонструють, що складність життя зростає через мутації, а не повторення.
Скульптурні об'єкти позбавлені прямих ліній і геометричної строгості — натомість вони побудовані на прозорості, що створює враження «дихальної» форми. Транспарентність і напівпрозорість форм підкреслює їхню ефемерність, фокусуючись на переході від «природного» до «неможливого». А естетика «пік-досвіду» («peak experience») пропонує візуальний і чуттєвий апекс — момент трансцендентності, де радість поєднується з інтелектуальним естетичним переживанням.
Також ця естетика передбачає ефект містера та психоделічного прориву — тотальне занурення у світ, де біологія і свідомість перестають бути категорично відокремленими. Відчуття «інтервенції в раю» закладає підґрунтя для рефлексій про майбутні біоархітектури та просторі форми життя.

## Споріднені художники
- Рейнер Марія Матисік — біофутуризм, трансбіологічна еволюція
- Stelarc — кібернетичні протези, інтеграція тіла і машини
- Едуардо Как — трансгенне і телеприсутнє мистецтво
- Oron Catts & Ionat Zurr (SymbioticA) — напівживі тканини як медіум
- Анна Думітріу — бактеріальне мистецтво, спадковість, медтехнології
- Марта де Менезеш — художнє втручання в живі організми